# Хотовицкий, Александр Александрович
Алекса́ндр Алекса́ндрович Хотови́цкий (11 (23) февраля 1872, Кременец — 19 августа 1937, Москва) — священник Русской Церкви; протопресвитер.
Канонизирован Русской православной церковью в 1994 году в лике священномученика; память — 7 августа по юлианскому календарю, а также в третью неделю по Пятидесятнице, в день празднования Собора Галицких святых.

## Семья и образование
Родился в семье протоиерея, ректора Волынской духовной семинарии. Окончил Волынскую духовную семинарию (1891) и Санкт-Петербургскую духовную академию со степенью кандидата богословия (1895).

## Служение в Северной Америке
Ещё будучи студентом академии, подал прошение о направлении его в Алеутскую и Северо-Американскую епархию. С 1895 года второй псаломщик в Свято-Никольском приходе Нью-Йорка.
В 1896 году женился на воспитаннице петербургского Павловского института Марии Владимировне Щербухиной. В том же году был рукоположён в иерея епископом Николаем (Зиоровым), который так отозвался о молодом псаломщике: «Я увидел, что ты имеешь ту искру Божию, которая всякое служение делает воистину делом Божиим и без которой всякое звание превращается в бездушное и мертвящее ремесло…».

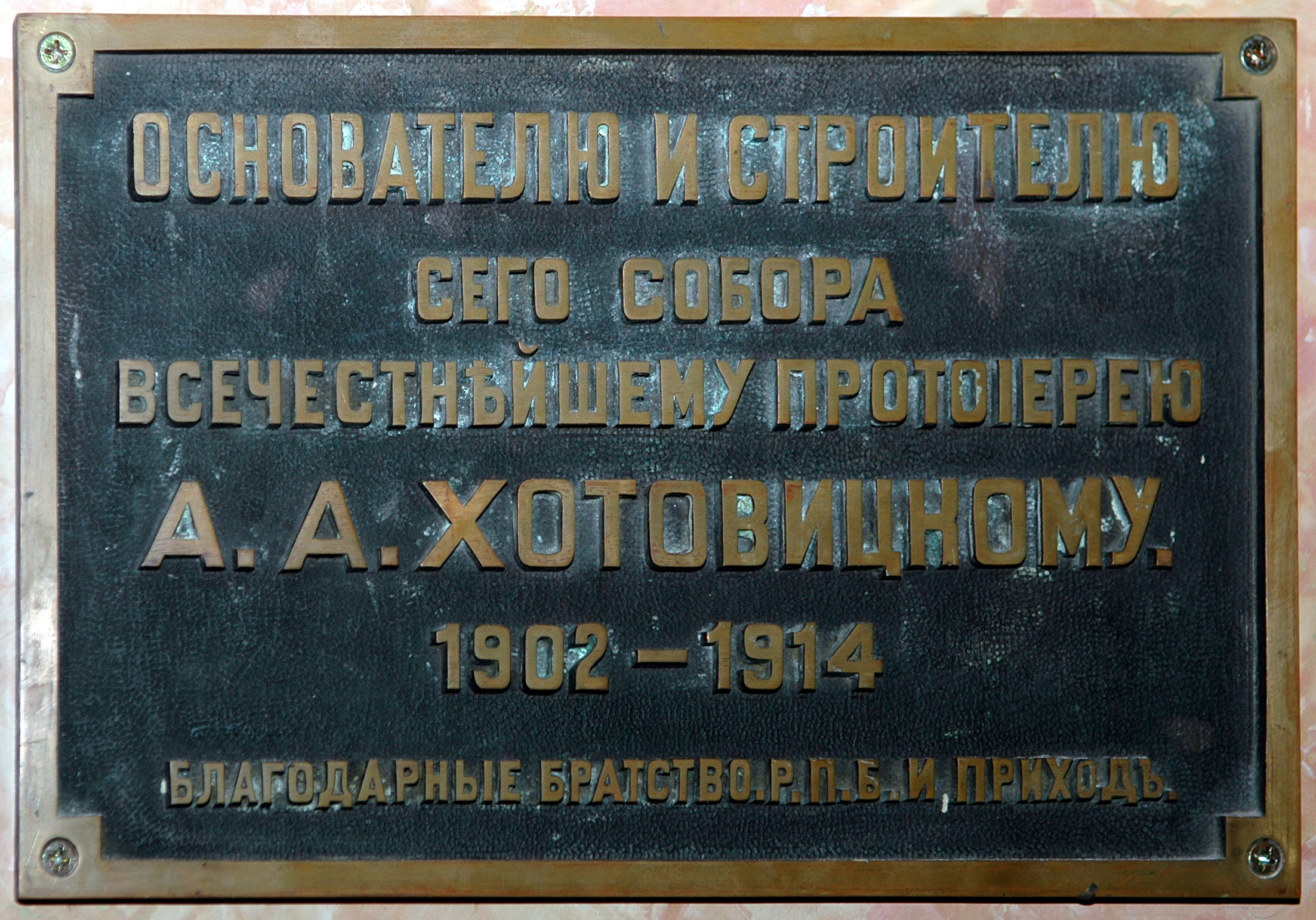
Мемориальная доска в память сщмч. Александра, основателя и строителя Свято-Николаевского собора Нью-Йорка

Служил настоятелем Свято-Никольского прихода, стал инициатором строительства нового кафедрального собора, который был торжественно освящён епископом (будущим Патриархом) Тихоном 10 (23) ноября 1902 год. В летопись храма была внесена запись: «Основан и создан сей кафедральный собор в городе Нью-Йорке, в Северной Америке, иждивением, заботами и трудами виднейшего кафедрального протоиерея отца Александра Хотовицкого в лето от Рождества Христова 1902-е». В марте 1906 года был послан с миссией в Монреаль, где отслужил первую в истории этого города православную литургию и принял участие в организации прихода в честь святых апостолов Петра и Павла.

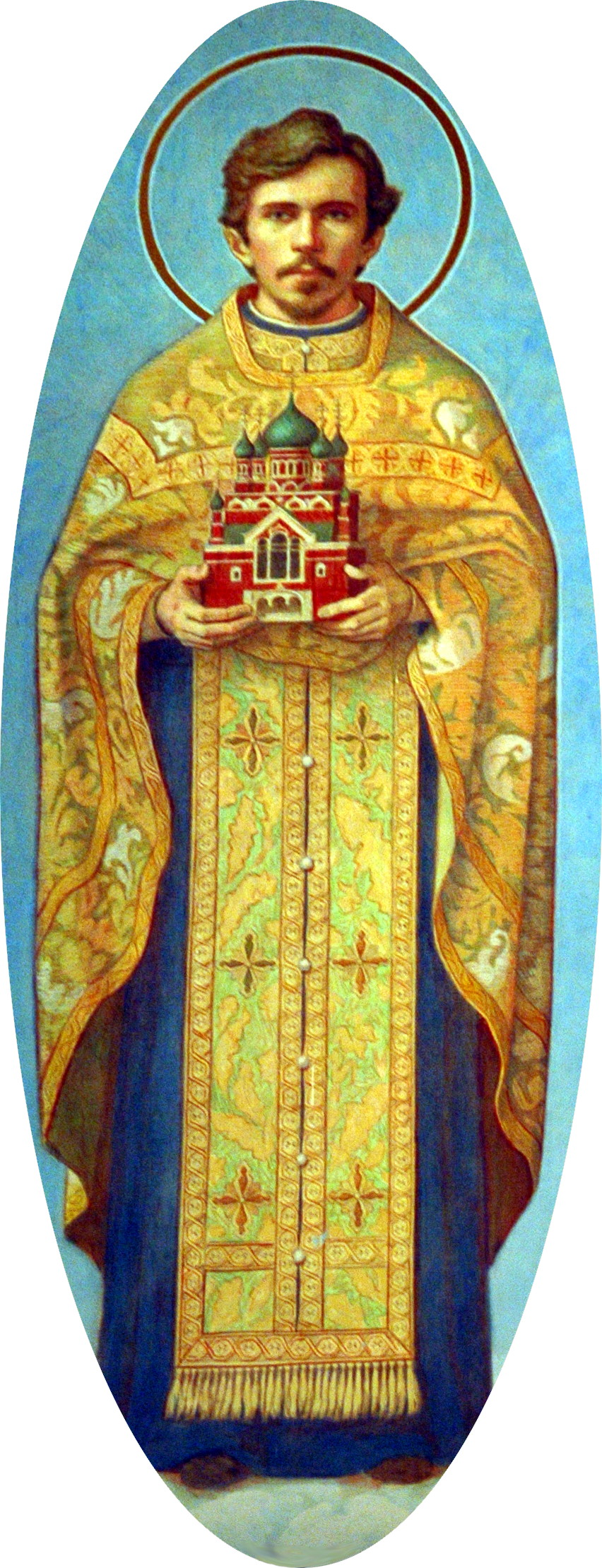
Алтарная фреска с изображением св. Александра Хотовицкого в Свято-Николаевском соборе Нью-Йорка

Активно занимался миссионерской деятельностью, много проповедовал. Был главным редактором и одним из основных авторов выходившего на русском и английском языках журнала «Американский православный вестник». Участвовал в создании Русского православного кафолического общества взаимопомощи (ROCMAS): был его казначеем, первым секретарем, а затем председателем. Под его руководством Общество взаимопомощи стало помогать не только иммигрантам, но также русинам в Австро-Венгрии, македонским славянам, а в период русско-японской войны 1904—1905 годов — русским воинам в Маньчжурии и военнопленным в японских лагерях.
Участник и секретарь первого Всеамериканского собора Русской Православной Греко-Кафолической Церкви в Америке в городе Мейфилде (5—7 марта 1907 года). Вместе со святым Алексием Товтом способствовал переходу живших в Северной Америке карпатских русин из унии в православие. По его инициативе на Восточном побережье Соединённых Штатов было основано 12 приходов. Был возведён в сан протоиерея. Служил в Северной Америке до 26 февраля 1914 года.

## Служение в Финляндии
В 1914 году по инициативе архиепископа Финляндского Сергия (Страгородского) был переведён в Гельсингфорс настоятелем Успенского собора и Свято-Троицкой церкви. Редактор-издатель журнала «Гельсингфорсский приходский листок», член Общества ревнителей сближения Англиканской Церкви с Православною. Служил в Финляндии до 1917 года — в его память ныне освящена часовня при Успенском соборе.

## Награды
Награждён набедренником (1896), скуфьёй (1897), камилавкой (1899), палицей (1909) и золотым наперсным крестом, орденами св. Владимира IV (1912) и III (1914) степени, св. Анны II (1906) и I степени.

## Священник в Москве
С августа 1917 года — ключарь храма Христа Спасителя в Москве. Один из ближайших помощников святителя Тихона по управлению Московской епархией. Член Поместного Собора 1917—1918 годов по избранию от клириков Финляндской епархии. Участвовал во всех трёх сессиях с незначительными перерывами. Член II, VI, VII, XX, XXIII отделов. В 1918 году председатель Братства при храме Христа Спасителя. В 1919 году награждён митрой. В мае 1920 года и в ноябре 1921 года арестовывался по обвинению в преподавании Закона Божия детям.
Во время организованной властями кампании по изъятию церковных ценностей на его квартире проходили заседания священнослужителей и мирян, где был составлен проект резолюции приходского совета, в котором от властей требовали гарантии, что пожертвования будут действительно употреблены на спасение голодающих, и выражался протест против травли в прессе церковных людей.
Был арестован и стал одним из главных обвиняемых на втором московском процессе против более чем ста священнослужителей и мирян, который проходил в ноябре-декабре 1922 года. На допросах держался спокойно, старался выгородить других, но виновным себя тоже не признавал. В последнем слове пытался защитить других обвиняемых: «Прошу обратить внимание на тех, которые были у меня на квартире: одни из них старики, а другие — совсем молодые и ни в чем не виновные…». Был приговорён к лишению свободы сроком на 10 лет с конфискацией имущества и поражением в правах на 5 лет. В октябре 1923 года амнистирован, но уже осенью 1924 года как «социально вредный элемент» отправлен в трёхлетнюю ссылку в Туруханский край.
Из ссылки вернулся в 1928 году. Был возведён в сан протопресвитера (документально факт не подтверждён). Помогал Заместителю Патриаршего местоблюстителя митрополиту Сергию (Страгородскому) в управлении церковью. В 1930-е годы настоятель храма Ризоположения на Донской улице. А. Б. Свенцицкий вспоминал:

«Я присутствовал в 1936—1937 годах много раз на службе отца Александра. Высокий, седой священник, тонкие черты лица, чрезвычайно интеллигентная внешность. Седые подстриженные волосы, небольшая бородка, очень добрые серые глаза, высокий, громкий тенор голоса, четкие вдохновенные возгласы… У отца Александра было много прихожан, очень чтивших его… И сегодня помню глаза отца Александра: казалось, что его взгляд проникает в твое сердце и ласкает тебя. Это ощущение было у меня, когда я видел святого Патриарха Тихона… Так же и глаза отца Александра, светящийся в них свет говорят о его святости».

## Мученическая кончина
17 июня 1937 года был арестован. Обвинён в участии в «антисоветской террористической фашистской организации церковников»; расстрелян 19 августа 1937 года; место захоронения — Донское кладбище.
В 1994 году Архиерейским собором Русской православной церкви был прославлен в лике святых.